# Metronomy
Metronomy est un groupe britannique de musique électronique et alternative formé en 1999 par Joseph Mount à Totnes, ville du sud du Devon en Angleterre. Le groupe actuel est composé de Joseph Mount (compositions, chant, claviers et guitare), d'Anna Prior (batterie et chant), d'Oscar Cash (saxophone, claviers, guitare et chœurs), d'Olugbenga Adelekan (basse et chœurs) et de Michael Lovett (guitare, claviers, et chœurs). Leur production correspond plus à de la musique instrumentale, où l'instrument prime sur la voix et cela s'est confirmé avec la sortie de l'album Nights Out, album à la fois pop et électro.
Sous le nom de Metronomy, Joseph Mount a aussi fait des remixes d'artistes tels que Gorillaz, Myd, Roots Manuva, Franz Ferdinand, Klaxons, Goldfrapp, Young Knives, Zero 7, Ladytron, Paradis, Kate Nash, Lady Gaga et Lykke Li.
Metronomy a sorti sept  albums : Pip Paine (Pay The £5000 You Owe), Nights Out, The English Riviera, Love Letters, Summer 08, Metronomy Forever et Small World.

## Histoire
Joseph Mount a fondé Metronomy alors qu'il vivait encore dans le Devon. Il s'agissait pour lui d'une œuvre parallèle à ses autres projets. C'est en utilisant un vieil ordinateur que Mount a commencé à faire ses propres compositions électroniques. Le nom du groupe, Metronomy, a été choisi par Joseph Mount qui a tout simplement trouvé que cela sonnait bien. Avant de déménager à Brighton et de finalement s'installer à Londres, il écrit et enregistre la musique. Oscar Cash et Gabriel Stebbing le rejoignent sur scène pour jouer ses morceaux. Leur réputation commence à se construire grâce à des concerts. Cependant, en 2010, Gabriel Stebbing quitte le groupe pour se consacrer à son propre groupe Your Twenties. Puis, Anna Prior et Olugbenga Adelekan rejoignent Joseph Mount et Oscar Cash : Metronomy obtient alors une nouvelle visibilité.
Après avoir fait paraître un premier album, Pip Paine (Pay The £5000 You Owe), en 2006, Joseph Mount s'est surtout fait connaître grâce à de nombreux remixes. Comme de nombreux artistes contemporains, il a beaucoup utilisé internet et notamment MySpace pour promouvoir sa musique. Il a ainsi mis à disposition de nombreux remixes et reprises d'artistes tels que Britney Spears, Bright Eyes ou U2.
En 2008, le groupe sort les singles My Heart Rate Rapid, Holiday, Heartbreaker (sur lequel figure un remix de Kris Menace), A Thing for Me et Radio Ladio puis l'album Nights Out en septembre.
Début 2011, deux singles, She Wants, et The Look sortent, précédant la parution du troisième album The English Riviera, le 11 avril 2011. Deux autres singles en seront extraits : The Bay et Everything Goes My Way. L'album se classe 17e au Royaume-Uni et 22e en France.
Le 11 novembre 2013, le groupe annonce la sortie de son nouvel album, Love Letters, pour le 10 mars 2014. Le clip du titre éponyme est réalisé par Michel Gondry. Un nouveau single, I'm Aquarius, est diffusé pendant une semaine grâce à l'application pour smartphone The Night Sky. Le clip est réalisé par Edouard Salier.
En 2019, le groupe annonce la sortie de leur sixième album, Forever . L'album comporte notamment Wedding Bells dont le clip a été dévoilé plus de 10 jours avant la sortie de l'album le 13 septembre .
En février 2022, Metronomy publie Small World, un album inspiré par la pandémie et les confinements. Le groupe collabore en 2024 avec l'artiste-compositrice-interprète Miki sur le single Contact High.

## Performances scéniques

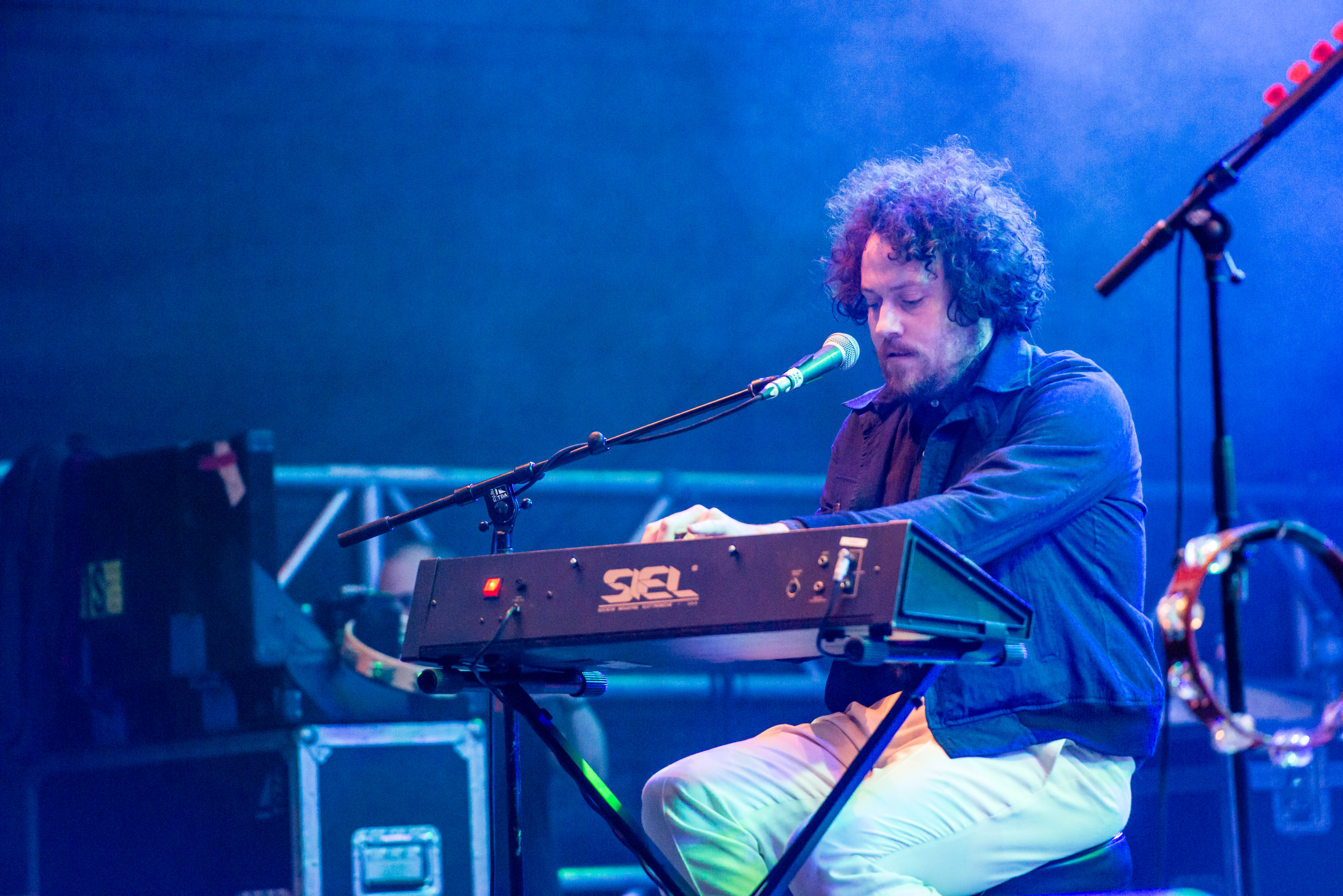
Métronomy en concert à l'Open Source Festival en 2015 à l'hippodrome de Düsseldorf.

Metronomy a tourné à travers toute l'Europe en accompagnant d'autres groupes comme Bloc Party, CSS, Klaxons, Kate Nash et Justice.
Pendant un temps, les concerts de Metronomy se basaient sur un jeu de lumières. En effet, chaque artiste avait sur la poitrine une petite lampe qui clignotait en fonction du rythme de la musique. Mount a expliqué dans une interview d'où lui était venue cette idée : « Nous avons fait nos premiers concerts à Brighton et quelques jours avant, j'avais vu ces petites lampes dans une boutique vendant des objets à prix unique et j'ai pensé que nous devrions les épingler sur nos t-shirts et faire des concerts où la lumière serait rythmée par la musique ! Je suis totalement conscient qu'il y aura autant de personnes qui vont aimer ce principe que de personnes qui vont le détester. Cela rendra juste le concert plus animé ».

## Discographie

### Singles
| Année | Single                   | Meilleure position | Album                             |
| Année | Single                   | Royaume-Uni        | Album                             |
| ----- | ------------------------ | ------------------ | --------------------------------- |
| 2006  | Trick or Treatz          |                    | Pip Paine (Pay the £5000 You Owe) |
| 2007  | Radio Ladio              |                    | Nights Out (+ Édition deluxe)     |
| 2008  | My Heart Rate Rapid      |                    | Nights Out (+ Édition deluxe)     |
| 2008  | Holiday                  |                    | Nights Out (+ Édition deluxe)     |
| 2008  | A Thing For Me           |                    | Nights Out (+ Édition deluxe)     |
| 2008  | Heartbreaker             |                    | Nights Out (+ Édition deluxe)     |
| 2009  | Radio Ladio (réédition)  |                    | Nights Out (+ Édition deluxe)     |
| 2010  | She Wants                |                    | The English Riviera               |
| 2011  | The Look                 | 190                | The English Riviera               |
| 2011  | The Bay                  |                    | The English Riviera               |
| 2011  | Everything Goes My Way   |                    | The English Riviera               |
| 2014  | I'm Aquarius             |                    | Love Letters                      |
| 2014  | Love Letters             |                    | Love Letters                      |
| 2014  | Reservoir                |                    | Love Letters                      |
| 2016  | Old Skool                |                    | Summer 08                         |
| 2019  | Lately                   |                    | Metronomy Forever                 |
| 2019  | Salted Caramel Ice Cream |                    | Metronomy Forever                 |
| 2019  | Walking In The Dark      |                    | Metronomy Forever                 |

### Remixes
- Magnet – Hold On
- Klaxons – Atlantis to Interzone
- Architecture in Helsinki – Do The Whirlwind
- Roots Manuva – Awfully Deep (Lambeth Blues)
- Kate Nash – Foundations
- Max Sedgley – Slowly
- Gorillaz – El Mañana
- Good Shoes – Morden
- Charlotte Gainsbourg – 5:55
- Zero 7 – Futures
- Get Cape. Wear Cape. Fly – I-Spy
- Dntel – The Distance
- The Young Knives – Weekends and Bleak Days (Hot Summer)
- Dead Disco – The Treatment
- The Infadels – Love Like Semtex
- Sébastien Tellier – La Ritournelle
- Hot Club de Paris – Clockwork Toy
- Box Codax – Naked Smile
- Temposhark – Not That Big
- Ladytron – Sugar
- Charlie Alex March – Piano Song
- Franz Ferdinand – Do You Want To
- Paradis – Recto Verso
- Love Is All - Spinning and Scratching
- Late of the Pier - The Bears Are Coming
- Goldfrapp - Happiness
- Lykke Li - I’m Good I’m Gone
- Midnight Juggernauts - Into The Galaxy
- CSS - Move
- Ximena Sariñana - La tina
- K.D. Lang - Coming Home
- The Very Best - Warm heart of Africa
- Joakim - Spiders
- Air - So Light Is Her Footfall
- Lady Gaga - Yoü and I
- Diplo - Newsflash
- Myd - Moving Men (feat. Mac DeMarco)

### Production
- Roots Manuva – Let The Spirit - Slime & Reason
- Your Twenties - Long Forgotten Boy

### Remixes et reprises non distribués
- Britney Spears – Toxic
- Bright Eyes - Gold Mine Gutted
- The Cure - Fascination Street
- U2 - City Of Blinding Lights
- Scissor Sisters - Other Side
- The Customers - Morning Sickness